# Байчен
Байчен (кит. спр. 白城市, піньїнь: Báichéng Shì) — місто-округ в китайській провінції Цзілінь. 

## Географія
Байчен розташовується на північному заході провінції, східною межею префектури слугує річка Нуньцзян.

### Клімат
Місто знаходиться у зоні, котра характеризується вологим континентальним кліматом зі спекотним літом. Найтепліший місяць — липень із середньою температурою 22.8 °C (73 °F). Найхолодніший місяць — січень, із середньою температурою -16.7 °С (2 °F).
| Клімат Байчена          | Клімат Байчена | Клімат Байчена | Клімат Байчена | Клімат Байчена | Клімат Байчена | Клімат Байчена | Клімат Байчена | Клімат Байчена | Клімат Байчена | Клімат Байчена | Клімат Байчена | Клімат Байчена | Клімат Байчена |
| Показник                | Січ.           | Лют.           | Бер.           | Квіт.          | Трав.          | Черв.          | Лип.           | Серп.          | Вер.           | Жовт.          | Лист.          | Груд.          | Рік            |
| Абсолютний максимум, °C | 2              | 12             | 17             | 33             | 36             | 36             | 37             | 32             | 30             | 23             | 15             | 7              | 37             |
| Середній максимум, °C   | −10            | −3             | 3              | 13             | 21             | 26             | 28             | 26             | 21             | 13             | 0              | −7             | 11             |
| Середня температура, °C | −16            | −10            | −4             | 6              | 13             | 19             | 22             | 20             | 14             | 6              | −5             | −13            | 5              |
| Середній мінімум, °C    | −23            | −18            | −11            | −1             | 6              | 13             | 17             | 15             | 8              | −1             | −11            | −20            | −2             |
| Абсолютний мінімум, °C  | −33            | −27            | −25            | −13            | −3             | 5              | 11             | 7              | −1             | −12            | −22            | −35            | −35            |
| Норма опадів, мм        | 0              | 0              | 0              | 10             | 20             | 80             | 140            | 130            | 40             | 10             | 10             | 0              | 470            |
| Днів з дощем            | 1              | 1              | 0              | 2              | 4              | 7              | 11             | 10             | 6              | 1              | 1              | 1              | 51             |
| Вологість повітря, %    | 62             | 54             | 46             | 43             | 46             | 60             | 73             | 76             | 69             | 56             | 57             | 64             | 59             |
| ----------------------- | -------------- | -------------- | -------------- | -------------- | -------------- | -------------- | -------------- | -------------- | -------------- | -------------- | -------------- | -------------- | -------------- |
| Джерело: Weatherbase    |                |                |                |                |                |                |                |                |                |                |                |                |                |

## Адміністративний поділ
Міський округ поділяється на 1 міський район, 2 міста та 2 повіти:
| Карта                                | Карта    | Карта    | Карта            |
| ------------------------------------ | -------- | -------- | ---------------- |
| Таонань Тун'юй Таобей Чженьлай Даань |          |          |                  |
| Статус                               | Назва    | Оригінал | Населення (2020) |
| Район                                | Таобей   | 洮北区   | 474 276          |
| Місто                                | Даань    | 大安市   | 270 911          |
| Місто                                | Таонань  | 洮南市   | 307 215          |
| Повіт                                | Тун'юй   | 通榆县   | 281 589          |
| Повіт                                | Чженьлай | 镇赉县   | 217 387          |